# Thomas Händel

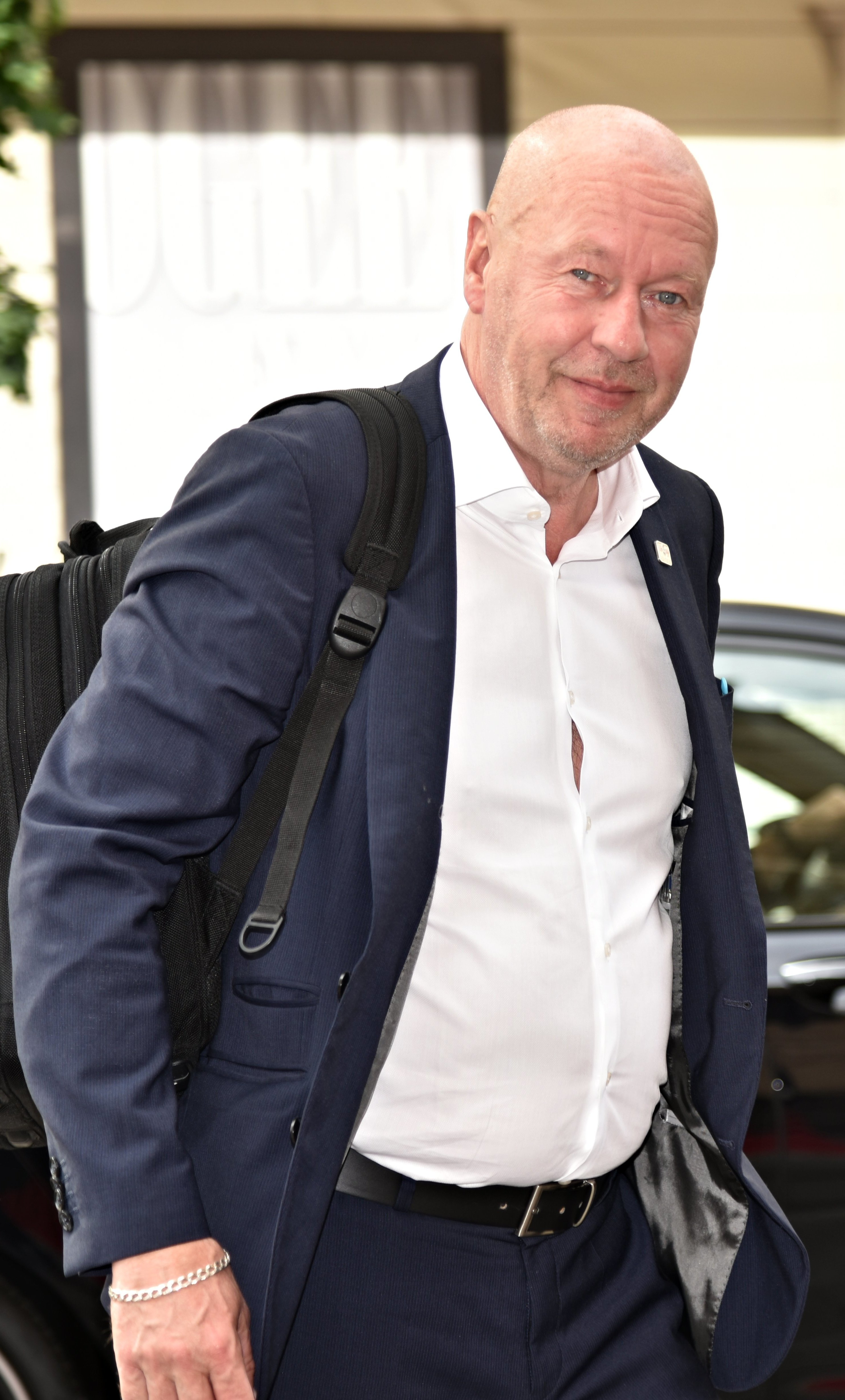
Thomas Händel in 2016

Thomas Händel (Neurenberg, 27 augustus 1953) is een Duits politicus van Die Linke en lid van het Europees Parlement.

## Levensloop
Vanaf 1970 werkte Händel als elektricien bij Grundig in Fürth. Hij werd lid van de metaalwerkersvakbond IG Metall. Tussendoor studeerde Händel aan de Universiteit van Frankfurt.
In 1987 werd hij door IG Metall gepromoveerd tot managing director van de afdeling Fürth en in 1991 werd hij lid van de nationale adviesraad.
In maart 2004 was hij een van de oprichters van Wahlalternative Arbeit & Soziale Gerechtigkeit e.V., een beweging die de regering van SPD en Bündnis 90/Die Grünen bekritiseerde als een neoliberale regering en er oppositie tegen voerde. In 2005 evolueerde deze beweging tot de partij Arbeit & soziale Gerechtigkeit - Die Wahlalternative. In 2007 ging deze partij samen met Die Linkspartei op in Die Linke. Sinds 2007 is hij ondervoorzitter van de Rosa Luxemburgstichting.
Sinds 2009 zetelt Händel voor Die Linke in het Europees Parlement. Hij maakt er deel uit van de fractie Europees Unitair Links/Noords Groen Links.